# خاریکلیا پانتازی
خاریکلیا پانتازی (یونانی: Χαρικλέια Πανταζή؛ زادهٔ ۱۸ مارس ۱۹۸۵) ژیمناست ریتمیک اهل یونان است.